# Cerf du père David
Elaphurus davidianus
Genre
Synonymes
- Elaphuroides Otsuka, 1972
- Metaplatyceros Shikama, 1941

Espèce
Synonymes
- Cervus davidianus (Milne Edwards, 1866)

Statut de conservation UICN

 EW  : Éteint à l'état sauvage
Le cerf du père David (Elaphurus davidianus), appelé aussi localement Milu 麋鹿, mílù, est un cervidé qui ne vit plus qu'en captivité. Il vivait dans des zones humides où il pâturait l'herbe et les plantes aquatiques. Il est originaire des plaines du nord-est et du centre-ouest de la Chine.

## Historique
Un de ses noms chinois est 四不像, sìbùxiàng, « ne ressemble à aucun des quatre », car que cet animal a les bois d'un cerf, le cou d'un chameau, le pied d'une vache et la queue d'un âne. À la fin du XIXe siècle, l’animal était gardé par des soldats tartares dans le parc impérial de chasse de Nanhaizi à une lieue au sud de Pékin, à une époque où les populations sauvages avaient quasiment disparu.

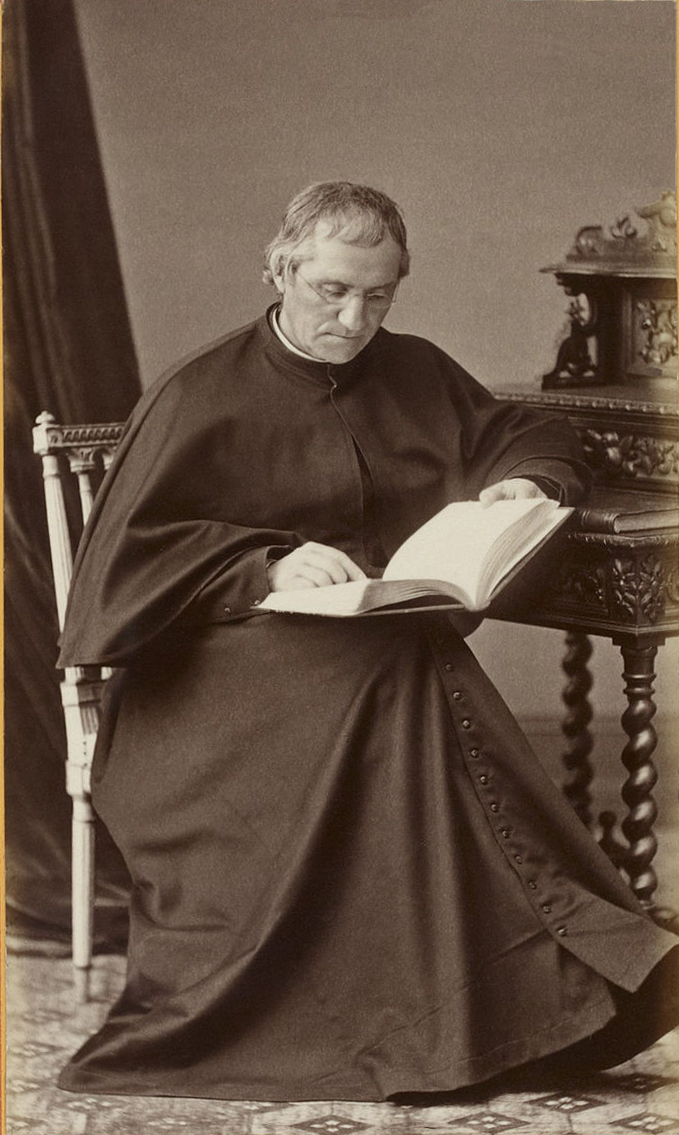
Le père Armand David.

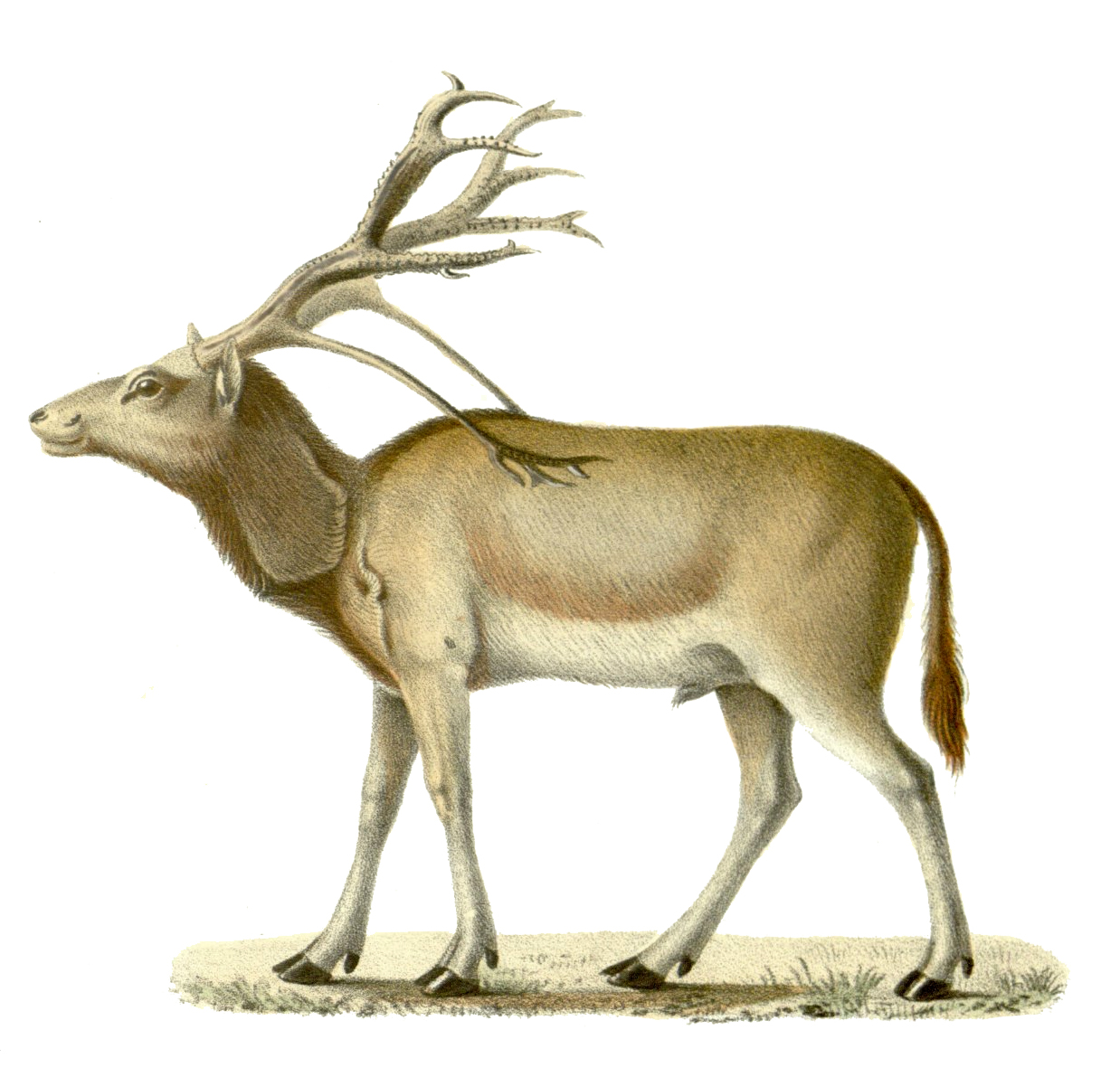
Illustration du cerf du père David, Nouvelles Archives du Muséum d'histoire Naturelle (1866).

La première mention de cet animal en Occident est faite en 1865 par le père Armand David (1826-1900), missionnaire lazariste et naturaliste français, œuvrant en Chine. « Aucun européen ne peut pénétrer dans ce parc (de Nanhaiz) ; mais ce printemps m’étant hissé sur la muraille d’enceinte, j’ai eu la bonne fortune de voir, assez loin de moi, un troupeau de plus de cent de ces animaux… Jusqu’ici j’ai fait des tentatives infructueuses pour avoir une dépouille de cette espèce » écrit le père David en septembre 1865. « Heureusement, je connais des soldats tartares qui font la garde dans ce parc et je suis sûr que, moyennant une somme plus ou moins ronde, j’aurais une peau que je m’empresserai de vous envoyer ». 
Au début de l’année suivante, il finit par obtenir les peaux d’une femelle et d’un jeune mâle qu’il envoie aussitôt au Muséum. Il enverra aussi la peau et le squelette d’un mâle adulte à Milne-Edwards qui en donnera une description scientifique sous le nom de Elaphurus davidianus, cerf du père David. Au même moment, le chargé d’affaires français obtient des ministres impériaux qu’ils envoient au Muséum un couple de ces animaux vivants. D'autres animaux suivront en 1870. Les Anglais obtinrent aussi, grâce aux bons offices du missionnaire, un couple. Mais ces animaux ne survécurent pas au Zoo de Londres. 
Ce fut toutefois grâce à ces individus vivants envoyés en Europe que l’espèce n’a pas disparu. Car le stock impérial fut réduit à 20-30 individus à la suite d’une inondation catastrophique en 1895. 
Ce reliquat de la harde fut finalement tué et mangé par les troupes japonaises et occidentales présentes en Chine durant la guerre des Boxers (en 1900). Le dernier animal sauvage fut tué près de la mer Jaune en 1939.

### Conservation et réintroduction à partir duXXesiècle
Au tournant du XXe siècle, les parcs zoologiques européens décidèrent de confier tous leurs spécimens au duc de Bedford. Celui-ci put regrouper 18 animaux en âge de procréer dans son domaine de Woburn Abbey. Tous les cerfs du père David existant actuellement dans le monde sont issus de ce petit groupe. La harde qui comptait 88 animaux en 1914 fut particulièrement bien soignée et atteignit l’effectif de 300 individus en 1948.
En 1956, la Zoological Society of London offre quatre individus au zoo de Pékin. Ce sont les premiers à retrouver leur pays d'origine. En 1985, ce sont 22 cerfs nés à Woburn Abbey qui furent offerts au peuple chinois.
En 1987, on comptait dans le monde 1 750 individus répartis dans une vingtaine de pays. Entre 1985 et 1987, la Chine a procédé à une réintroduction de l’espèce dans son habitat d’origine, dans la réserve naturelle de Dafeng et dans le parc de Nanhaizi au sud de Pékin.
En 2008, il y avait environ 2 000 animaux vivants dans le monde. C'est lors de cette même année que l'espèce a été officiellement reconnue par l'UICN comme éteinte dans la nature.
En 2021, la population de Chine a été estimée à plus de 9000 animaux à travers les différentes réserves naturelles du pays.

### Une espèce«éteinte à l'état sauvage»
Malgré de nombreuses réintroductions dans la nature dans des espaces protégés et  naturels (mais sous surveillance constante), l'UICN a précisé lors de la mise à jour du statut de l'espèce en mars 2016 que le cerf resterait répertorié sur sa liste rouge comme «éteint à l'état sauvage», et ce, jusqu'à ce que la population globale et réintroduite prouve sa viabilité à long terme et sans assistance humaine dans la nature.
En raison d'un nombre restreint et la petite taille de la population mère dont descendent tous les individus de l'espèce aujourd'hui (18 reproducteurs au total), le possible manque de diversité génétique pouvant entraîner un risque important de goulot d'étranglement génétique qui peut donner lieu à des problèmes génétiques pouvant porter grandement atteinte à l'espèce est pris en compte de manière sérieuse par les organismes de la nature, qui ont mis en place des systèmes afin de contrer en avance le plus possible cette menace. Cependant, pour l'instant, aucun problème lié à la consanguinité n'a été reporté et les animaux ne semblent pas souffrir.
En mai 2021, le documentaire de France 3 Sur le front : Le monde opaque des enclos de chasse, consacré à l'activité controversée de la chasse en enclos, révèle que des troupeaux de l'espèce sont élevés et utilisés aux États-Unis (notamment au Texas) aux côtés d'Oryx algazelles (Oryx dammah) et de Gazelles de Mhorr (Nanger dama mhorr, sous-espèce de la Gazelle Dama), également des espèces éteintes dans la nature,. La façon dont ces troupeaux et individus en question ont été obtenues par ces entités n'est pas donnée et reste inconnue.

## Description
Les adultes pèsent de 130 à 200 kg. Ils mesurent au garrot de 1,1 à 1,2 m. La gestation dure neuf mois et la portée compte un à deux faons. Ceux-ci atteignent leur stade adulte à l'âge de 14 mois environ. Leur longévité peut atteindre 23 ans.
Le cerf du Père David possède une longue queue, de larges sabots et des bois ramifiés. La parure estivale des adultes est rouge-orange avec une raie dorsale foncée, celle d'hiver est gris foncé. Les faons sont tachetés.

## Mœurs
Le cerf du Père David vit en groupe familial. Celui-ci demeure uni durant la plus grande partie de l'année, sauf à la période du rut, pendant laquelle le mâle mène une existence indépendante en cherchant à s'assurer la possession d'un harem.
Contrairement à la plupart des autres espèces de cervidés, le cerf du Père David aime beaucoup l'eau. On pense d'ailleurs que son habitat d'origine fut une région marécageuse du nord-est de la Chine où il s'était adapté à un milieu aquatique. C'est un très bon nageur : par temps chaud, il peut passer des heures en immersion dans l'eau jusqu'aux épaules. Le mâle aime tout particulièrement à se vautrer dans la vase, au bord des lacs et des étangs, en faisant gicler de la boue à coups de sabots. Il a des sabots longs et écartés, une adaptation à la vie semi-aquatique.

## Alimentation
Le cerf du Père David se nourrit principalement d'herbe, mais également de feuilles et de jeunes pousses. En fait, tout dépend du type de végétation qu'il trouve dans son environnement. En été, il fréquente volontiers les eaux stagnantes et les rivières au cours peu rapide, et complète son régime habituel en broutant des plantes aquatiques.

## Galerie

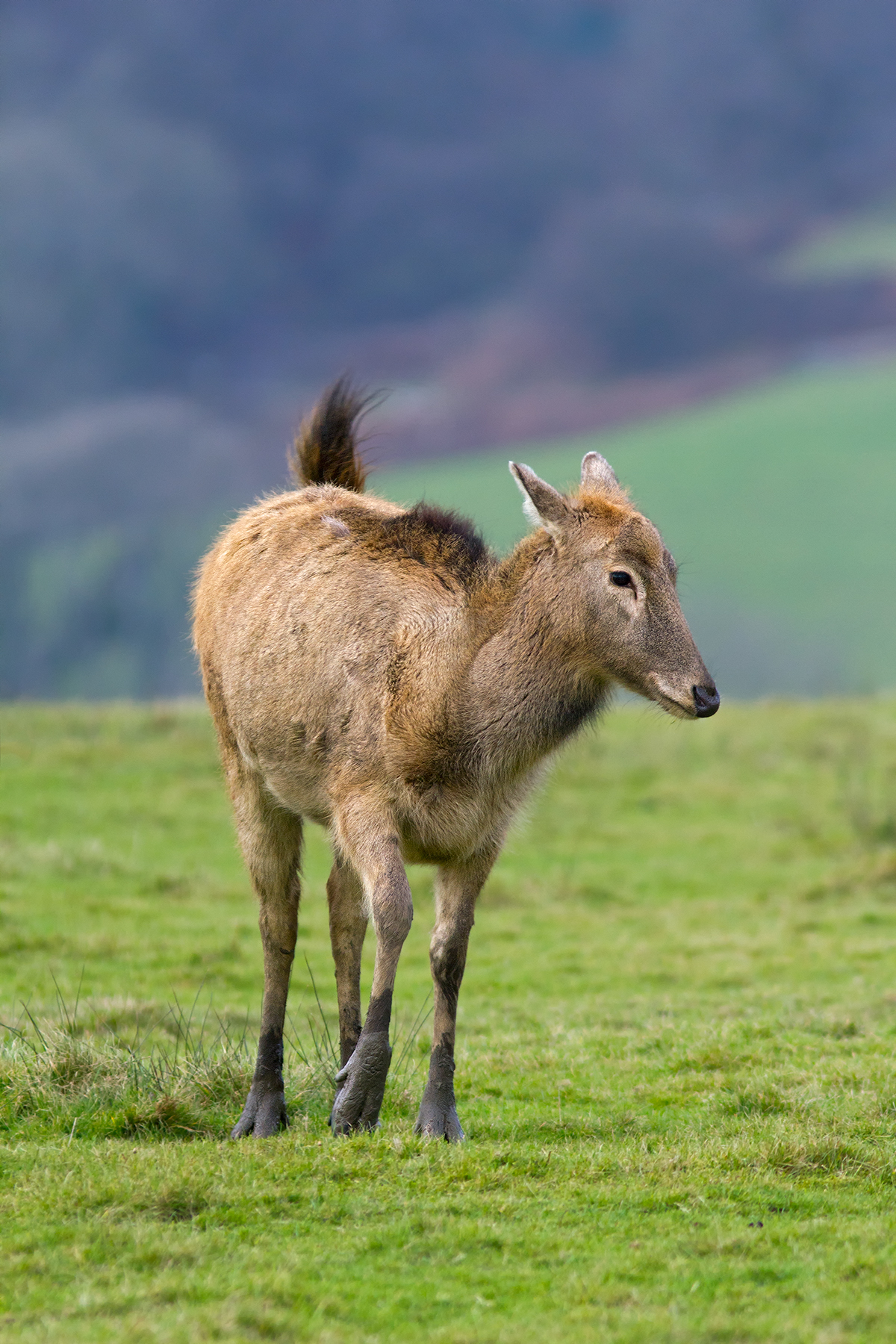
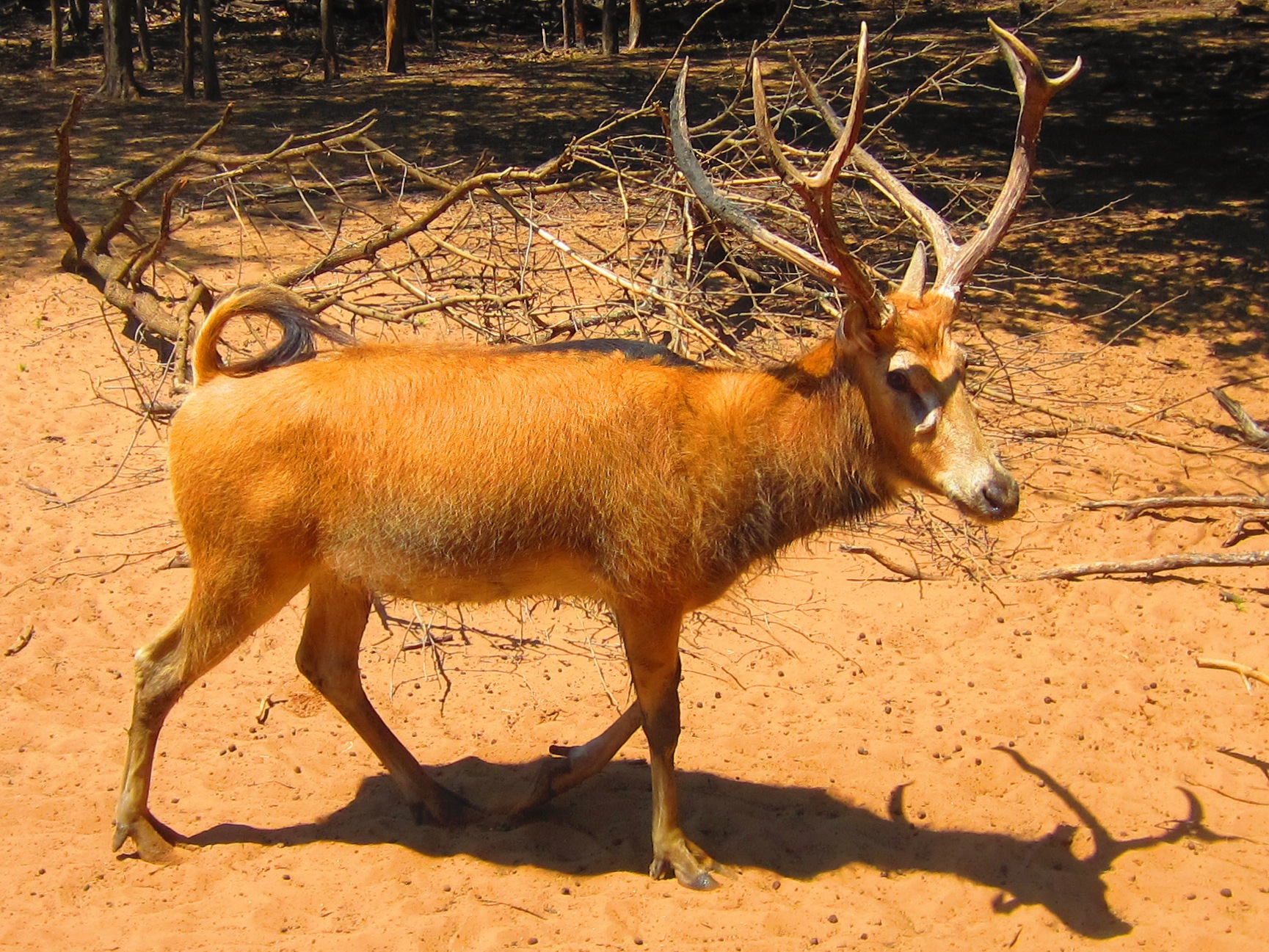
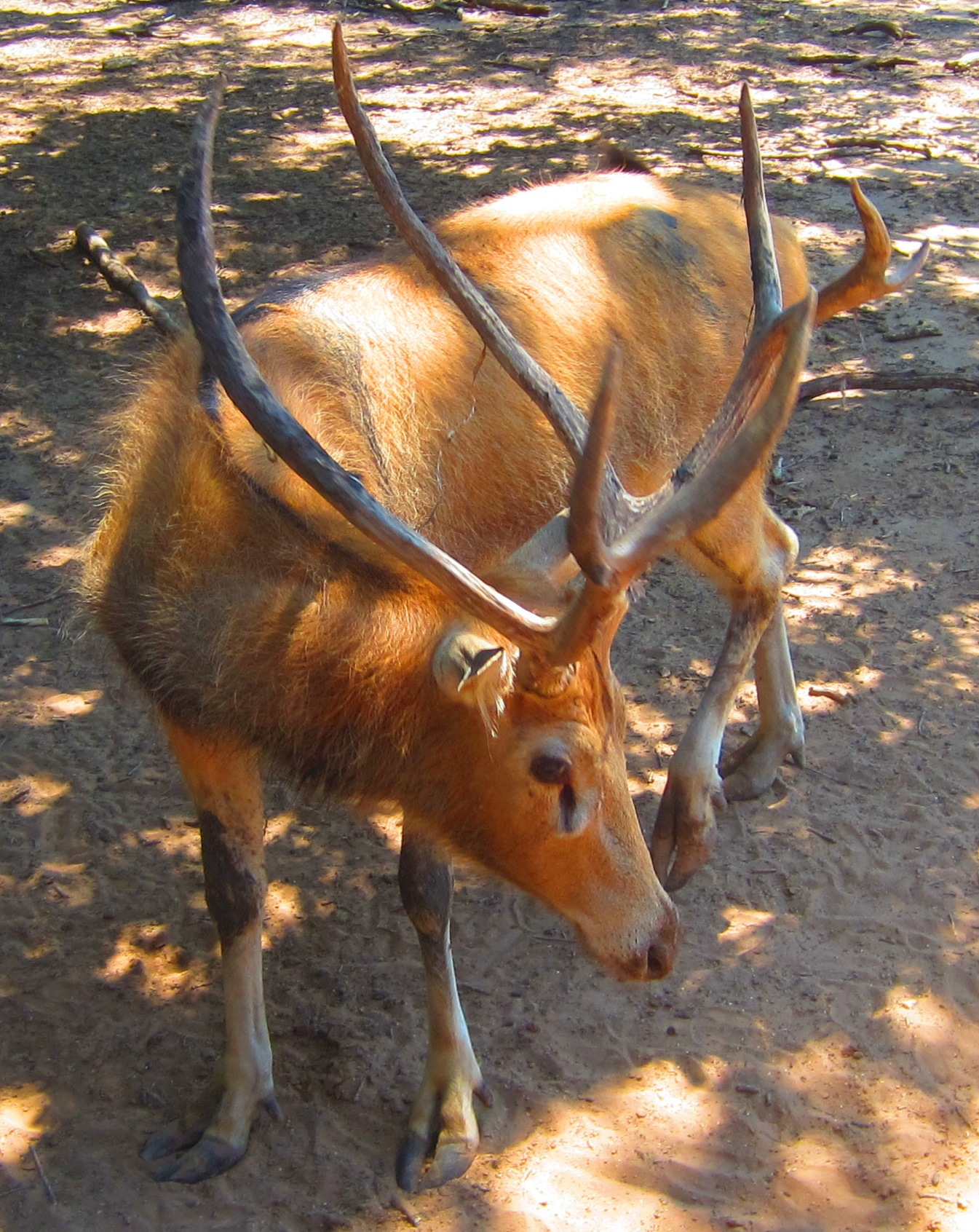
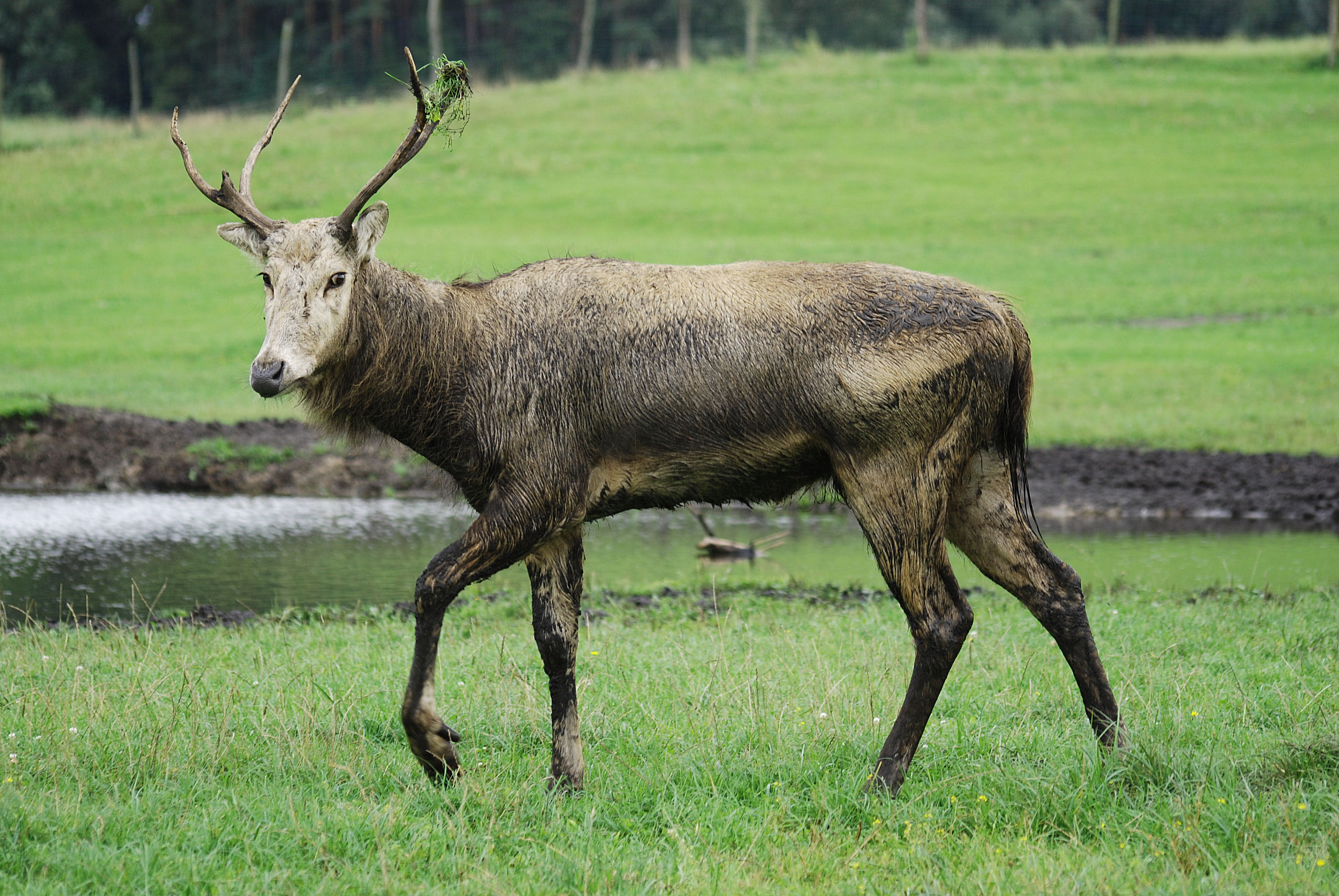